# زبابة مخططة صغرى
زبابة مخططة صغرى (الاسم العلمي: Sorex bedfordiae) (بالإنجليزية: Lesser Striped Shrew)‏ هي نوع من الثدييات يتبع جنس الزبابة من الفصيلة الزبابات         .	